# 氟化铍
氟化铍，化学式：BeF2，铍的氟化物，白色固体，最重要的金属铍生产原料。

## 制备
四水合氟化铍在加热时会水解，所以无水氟化铍不能用湿法制备。无水氟化铍可由无水氟化氢气体在220°C与氧化铍作用而制得。270-280°C时，在二氧化碳气流中热解氟铍酸铵，也可以得到无水氟化铍。
氟化铍吸湿性很强，很难制纯。

## 结构
氟化铍的结构与二氧化硅相似，主要因为氧离子和氟离子在半径和极化性上都比较相近。氟化铍中的铍原子为四配位、四面体型。氟化铍也容易形成无定形体，而难于形成晶体。
氟化铍与其他卤化铍不同，它在气相时不是二聚体，而为线型分子，Be-F键长为177pm。熔融的氟化铍与水有些相似，也有很强的分子间缔合作用，其密度在熔点附近同样发生降低。

## 性质
氟化铍有吸水性，在水中有很大的溶解度，但溶解过程是比较缓慢的。25摄氏度时氟化铍的溶解度约为25mol/L。从氟化物-氟化铍-水体系中，可以析出氟铍酸盐固体。